# Artikel 2 van het Europees Verdrag voor de Rechten van de Mens
Artikel 2 van het Europees Verdrag voor de Rechten van de Mens beschermt het recht van iedere persoon op leven. Het artikel bevat uitzonderingen voor de gevallen van wettelijke doodstraf en dood als gevolg van het gebruik van geweld dat absoluut noodzakelijk is ter zelfverdediging, teneinde een arrestatie te bewerkstelligen of ter onderdrukking van een oproer of opstand.
De uitzondering die wordt gemaakt voor rechtmatige terechtstellingen wordt beperkt door de protocollen 6 en 13, voor de partijen die partij waren bij deze protocollen.
Het artikel heeft rechtsgelding in alle staten die het verdrag hebben ondertekend, te weten de lidstaten van de Raad van Europa, daaronder België en Nederland.

## Tekst
Artikel 2– Recht op leven
1. Het recht van een ieder op leven wordt beschermd door de wet. Niemand mag opzettelijk van het leven worden beroofd, behoudens voor de tenuitvoerlegging van een gerechtelijk vonnis wegens een misdrijf waarvoor de wet in de doodstraf voorziet.
2. De beroving van het leven wordt niet geacht in strijd met dit artikel te zijn geschied ingeval zij het gevolg is van het gebruik van geweld, dat absoluut noodzakelijk is:
- a. ter verdediging van wie dan ook tegen onrechtmatig geweld;
- b. teneinde een rechtmatige arrestatie te bewerkstelligen of het ontsnappen van iemand die op rechtmatige wijze is gedetineerd, te voorkomen;
- c. teneinde in overeenstemming met de wet een oproer of opstand te onderdrukken.

## Jurisprudentie
Hieronder een niet representatieve lijst met mijlpaal-arresten van het Europese Hof voor de Rechten van de Mens (EHRM) betreffende Artikel 2.
- EHRM 29-04-2002 Pretty/Verenigd Koninkrijk
- EHRM 08-09-2004 Vo/Frankrijk

Artikel 1 · Artikel 2 · Artikel 3 · Artikel 4 · Artikel 5 · Artikel 6 · Artikel 7 · Artikel 8 · Artikel 9 · Artikel 10 · Artikel 11 · Artikel 12 · Artikel 13 · Artikel 14 · Artikel 15 · Artikel 16 · Artikel 17 · Artikel 18 · Protocollen